# Antic cinema Califòrnia
L'Antic cinema Califòrnia és una obra noucentista de Sant Jaume d'Enveja (Montsià) inclosa a l'Inventari del Patrimoni Arquitectònic de Catalunya.

## Descripció
Edifici entre mitgeres amb façana principal al c/ València i posterior al c/ de Santomà.
Consta d'un cos principal rectangular, de mitgera a mitgera i d'alçada superior, precedit a la façana principal per dos cossos extrems a manera de torretes, de coberta a quatre aigües, emmarcant un cos amb estructura de porxo però amb finestrals tapats amb vidre.
Al seu interior es conserva l'estructura original que incloïa un cine amb estructura de grades, escenari, camarots i cafè. Una plataforma de fusta, que elevava el nivell del terra amagat a les graderies inferiors, permetia l'ús de l'espai principal com a pista de ball.

## Història
La construcció del local data de 1947. Es realitzaven indistintament espectacles de cine, teatre i ball de saló. El van tancar a principis dels 80.